# Herálec (ort i Tjeckien, lat 49,69, long 15,99)
Herálec är en ort i Tjeckien.   Den ligger i regionen Vysočina, i den centrala delen av landet, 120 km öster om huvudstaden Prag. Herálec ligger 642 meter över havet och antalet invånare är 1 269.
Terrängen runt Herálec är platt norrut, men söderut är den kuperad. Runt Herálec är det ganska glesbefolkat, med 30 invånare per kvadratkilometer. Närmaste större samhälle är Hlinsko, 10,2 km nordväst om Herálec. I omgivningarna runt Herálec växer i huvudsak barrskog.